# Ekerö (Gemeinde)
Koordinaten: 59° 17′ N, 17° 48′ O

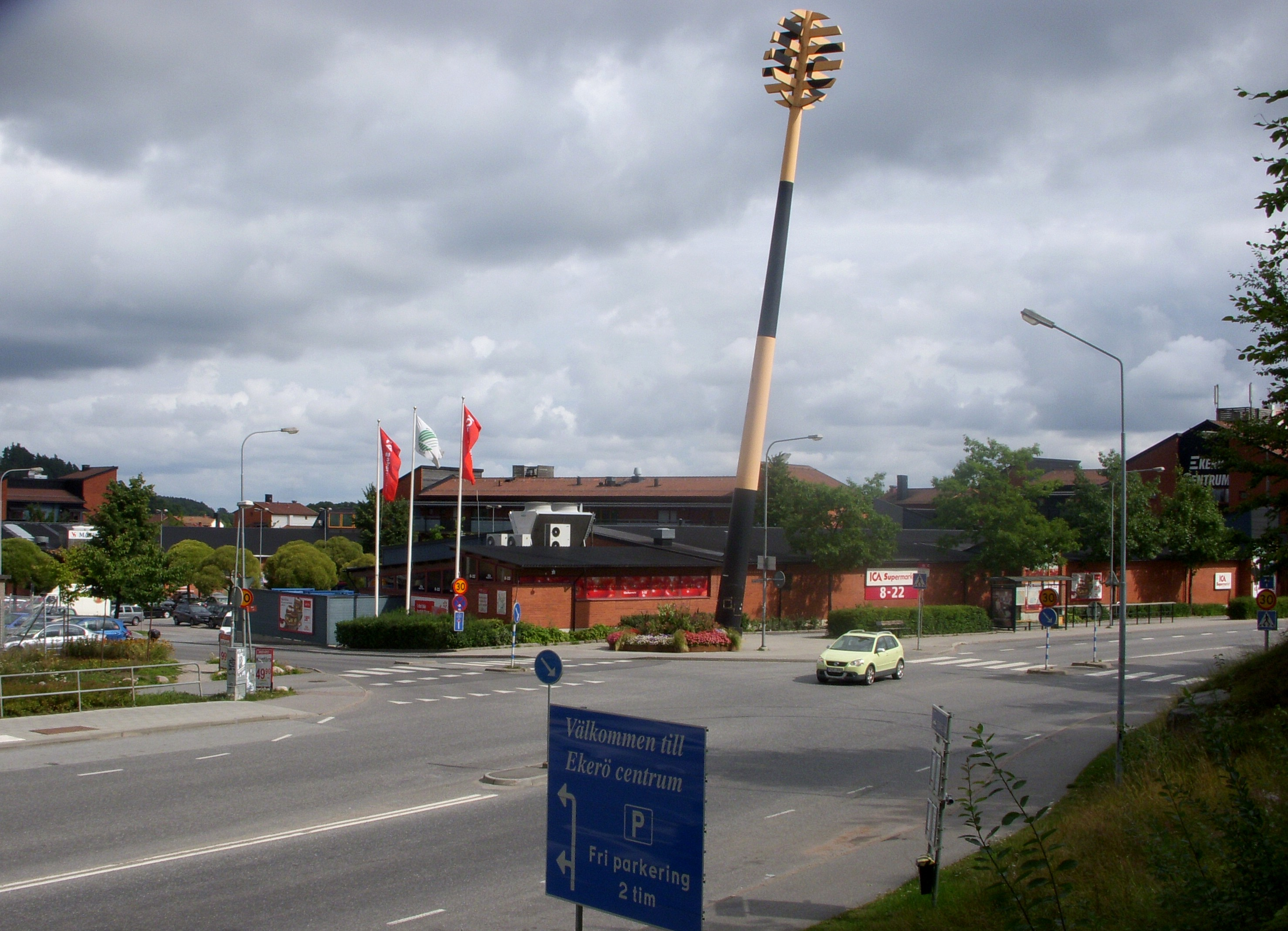
Ekerö Zentrum

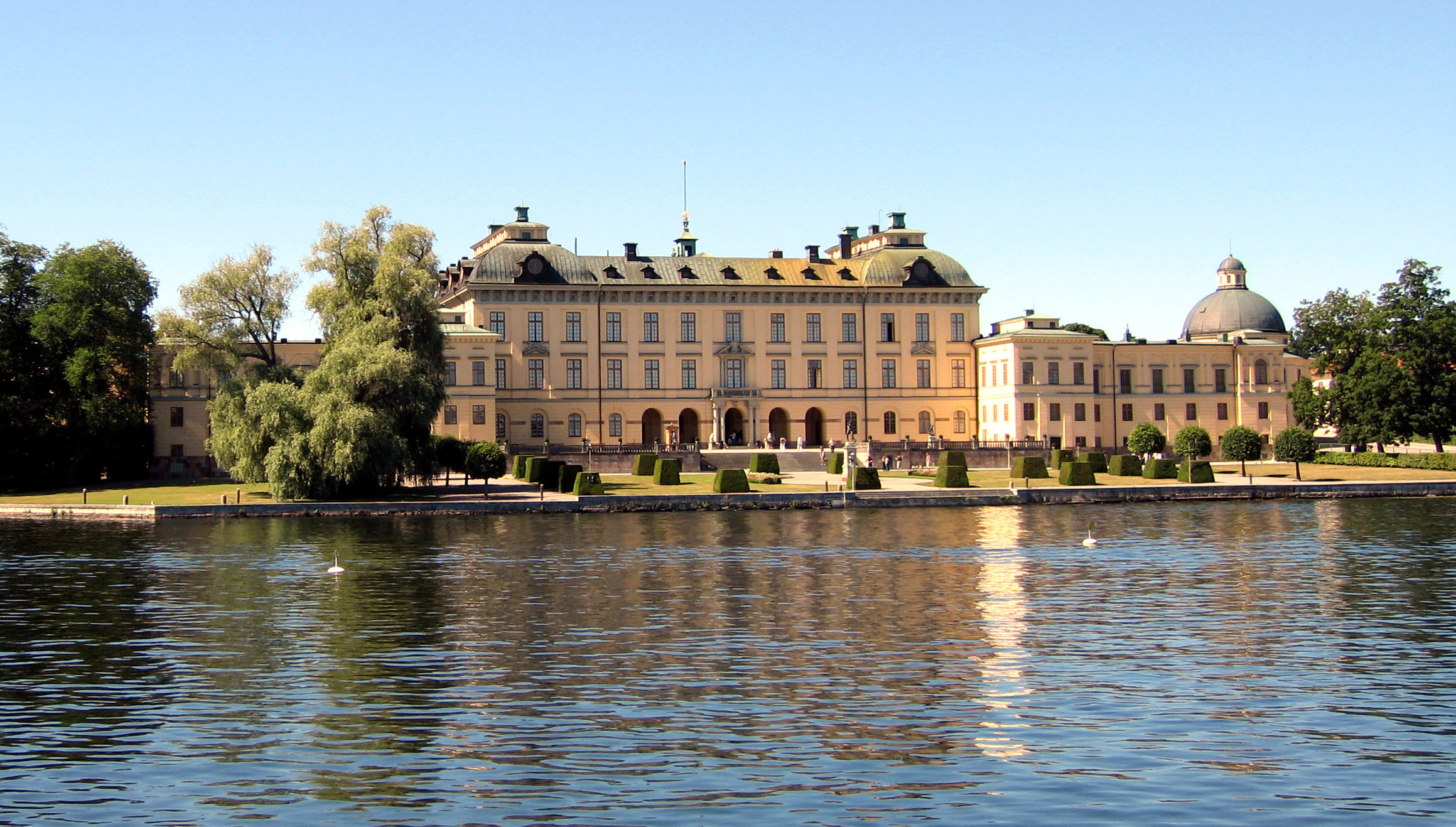
Schloss Drottningholm

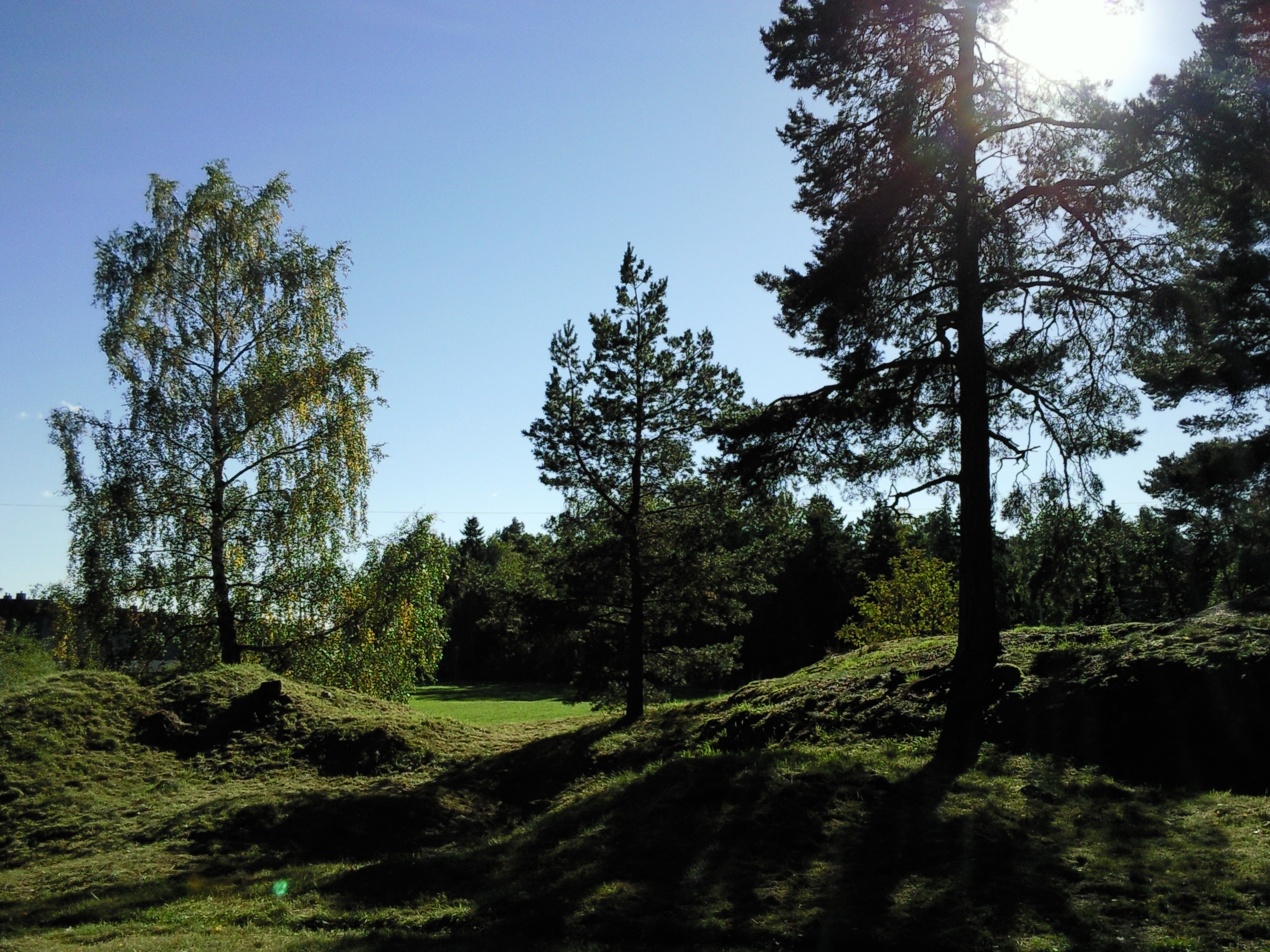
Eisenzeitliche Hügelgräber bei Ekerö

Ekerö ist eine Gemeinde (schwedisch kommun) in der schwedischen Provinz Stockholms län und der historischen Provinz Uppland. Der Hauptort der Gemeinde ist Ekerö.

## Geographie
Die Gemeinde liegt westlich von Stockholm inmitten des Mälaren und besteht aus vier großen sowie etlichen weiteren kleineren Inseln. Ekerön ist zudem auch der Name der viertgrößten Insel des Mälarsees bzw. der zweitgrößten der Gemeinde, auf der der Hauptort Ekerö liegt. Sie entstand während der postglazialen Landhebung aus den drei zuvor getrennten Inseln Ekerön, Kersön und Munsön und ist geprägt von waldbewachsenen Geröllrücken. Die anderen drei größeren Inseln heißen Färingsö (Svartsjölandet), Lovön und Adelsön.

## Sehenswürdigkeiten
Die Gemeinde wird auch „Inselwelt der Kultur“ genannt, da sich auf den Inseln viele historische Zeugnisse wie die ehemalige Wikingersiedlung Birka finden. Auf der Insel Lovön befindet sich das königliche Schloss Drottningholm.

## Orte
Folgende Orte sind Ortschaften (tätorter, Stand 2010):
- Älvnäs
- Drottningholm
- Ekerö (Hauptort)
- Ekerö sommarstad
- Kungsberga
- Lilla Stenby
- Lurudden
- Ölsta
- Parksidan
- Söderby
- Solsidan
- Stenhamra
- Sundby
- Tureholm

## Die Inseln der Gemeinde Ekerö
- Adelsön
- Björkö (mit Birka)
- Ekerön (mit Ekerö[3], Munsön und Gällstaö)
- Eldgarnsö
- Estbröte
- Fågelön
- Färingsö (Svartsjölandet)
- Helgö
- Kärsön
- Kungshatt
- Kurön
- Lovön (mit Lindö)

Darüber hinaus gibt es viele weitere kleine Inseln.

## Persönlichkeiten
- Madeleine von Schweden (* 1982 auf Lovön), Prinzessin, Tochter von König Carl XVI. Gustaf von Schweden und Königin Silvia